# Фицджеральд, Эдвард (лорд)
Лорд Э́двард Фицдже́ральд (англ. Lord Edward FitzGerald; 15 октября 1763[…], Картон-хаус, Килдэр — 4 июня 1798[…], тюрьма Ньюгейт) — один из руководителей ирландского восстания 1798 года. Пятый сын герцога Лейнстера и леди Эмили Леннокс.

## Биография
Родился в поместье Картон-хаус близ Дублина. Большую часть своего детства Фицджеральд провел в доме Фрескати (Frescati House) в Блэкроке (пригород Дублина), где его обучал Уильям Огилви (англ. William Ogilvie of Pittensear). Вступил в ряды британской армии в 1779 году, воевал под предводительством лорда Родона против американских революционеров. В сражении на Юто-Спрингс (Eutaw Springs) был тяжело ранен, но был спасен недавно освобождённым рабом-негром по имени Тони Смолл, который потом работал на Эдварда Фицджеральда до конца жизни и заслужил прозвище «Верный Тони».
В 1783 году Фицджеральд вернулся в Ирландию, где его брат продвинул его в ирландский парламент. В парламенте он действовал заодно с малой оппозиционной группой, возглавляемой Генри Греттаном, но не принимал никакого участия в спорах. Через некоторое время он отправился завершить своё военное образование в Вулвиче (Woolwich). В 1787 совершил путешествие в Испанию. Был влюблен в свою кузину Джорджину Леннокс (Georgina Lennox), которая не ответила взаимностью и позднее стала женой графа Баттерста. После этого Фицджеральд вновь пересёк Атлантику и прибыл в Нью-Брансуик, где стал майором 54-го полка.
Суровая красота нехоженых канадских лесов нашла живой отклик в романтической душе молодого ирландца. В нём родилась любовь к миру дикой природы, которая, возможно, лишь окрепла после его знакомства с трудами Жан-Жака Руссо, впоследствии вызвавшими его искреннее восхищение. В феврале 1789 года он, с помощью компаса, пересек страну, о которой в то время белые люди имели весьма смутное представление — от Фредериктона, канадская провинция Нью-Брансуик до Квебека — братаясь с встречающимися на его пути индейцами. Позже он предпринял ещё одну экспедицию, вдоль Миссисипи (Mississippi) до Нового Орлеана, откуда вернулся в Англию. Его путь пролегал через Детройт, где Фицджеральд был официально принят в племя гуронов, вайандотов из рода Медведя одним из его вождей.
По возвращении в Британию принимал участие в политической жизни, сблизился со своим двоюродным братом Чарльзом Джеймсом Фоксом, ухаживал за модной красавицей Элизабет Линли. Как и другие революционно настроенные аристократы, Эдвард бурно приветствовал начало революции во Франции. Он пересёк Ла-Манш и некоторое время снимал в Париже квартиру вместе с Томасом Пейном. Возмущение британского правительства вызвало сообщение о том, что лорд Фицджеральд публично провозгласил тост за как можно более скорое упразднение всех наследственных титулов и феодальных различий, а также заявил, что сам отказывается от титула лорда.
В декабре 1792 года Фицджеральд оформил в городе Турне брак с Памелой Симс, воспитанницей графини де Жанлис. По слухам, она была рождена от связи графини с герцогом Орлеанским, чьих детей она воспитывала. Единственным свидетелем бракосочетания был сын герцога — будущий король Луи-Филипп.

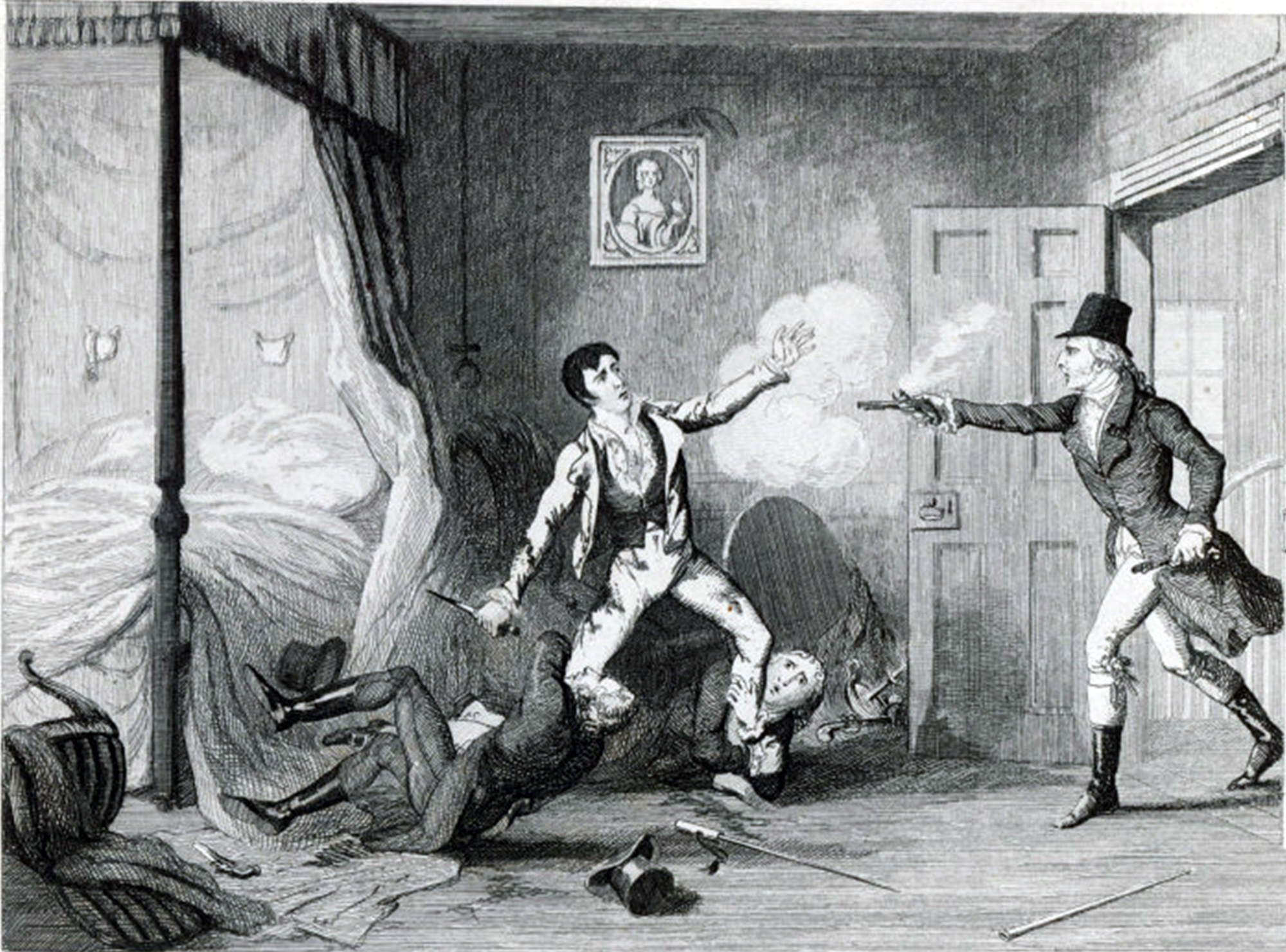
Джордж Крукшенк. «Арест лорда Фицджеральда».

### Восстание в Ирландии, арест и смерть
По возвращении в Ирландию вступил в «Общество объединённых ирландцев», которое готовило вооружённое выступление против англичан. Ему были поручены подготовка военных аспектов восстания и непосредственное руководство Кильдарским полком. Вёл в Гамбурге переговоры с Директорией о помощи восставшим, которые закончились направлением к берегам Ирландии экспедиции под руководством Гоша.
Накануне восстания перебежчики известили британские власти о том, что среди руководителей бунтовщиков находится высокородный лорд Фицджеральд. Его родственникам сообщили, что у молодого человека есть шанс спокойно покинуть Ирландию и выехать на континент. Последовали аресты руководителей заговора. За голову Фицджеральда была назначена награда в 1000 фунтов. Тем не менее Фиджеральд отказался покинуть родные края и даже инкогнито посещал супругу в её доме.
За несколько дней до восстания несколько английских офицеров прибыли в дом, где Фицджеральд лежал с горячкой, чтобы арестовать его. Услышав шум на лестнице, лорд вскочил с постели, заколол одного офицера и смертельно ранил другого. Его удалось связать, только ранив в плечо. Через несколько дней он умер. Правительство объявило о конфискации его имущества за государственную измену.
Вдова Фицджеральда, принимавшая активное участие в антиправительственной деятельности, не дожидаясь его кончины, успела выехать на континент, где вступила в новый брак с американским консулом в Гамбурге.